# DM i strandhåndbold
Danmarksmesterskabet i strandhåndbold er et mesterskab for danske strandhåndboldhold, som arrangeres af Dansk Håndbold.

## Mænd
| Sæson | Guld                 | Sølv                 | Bronze               |
| ----- | -------------------- | -------------------- | -------------------- |
| 1997  | AGF                  | Bjerringbro KFUM     | GOG                  |
| 1998  | Bjerringbro KFUM     | Team Helsinge        | AGF                  |
| 1999  | Bjerringbro FH       | FIF                  | Vidar                |
| 2000  | Vrold-Skanderborg HK | Bjerringbro HK       | Team Helsinge        |
| 2001  | FIF                  | Ribe HK              | Aalborg HLH          |
| 2002  | FIF                  | Bjerringbro FH       | Vrold-Skanderborg HK |
| 2003  | Team Midtsjælland    | Ikast FS             | Team Helsinge        |
| 2004  | Team Helsinge        | Vrold-Skanderborg HK | TMS Ringsted         |
| 2005  | TMS Ringsted         | Team Rødovre         | GOG Svendborg TGI    |
| 2006  | Viborg HK            | TMS Ringsted         | Rørby-Værslev IF     |
| 2007  | Viborg HK            | GOG Svendborg TGI    | Faaborg HK           |
| 2008  | Faaborg HK           | KIF Kolding          | Team Sydhavsøerne    |
| 2009  | Team Århus           | Gamle VHK'ere        | Faaborg/KIG/AG       |
| 2010  | OH77                 | HK Århus Nord        | Team Sydhavsøerne    |
| 2011  | Faaborg HK           | HK Århus Nord        | Århus Håndbold       |

## Kvinder
| Sæson | Guld              | Sølv              | Bronze               |
| ----- | ----------------- | ----------------- | -------------------- |
| 1997  | Sambapigerne      | Tarup-Paarup IF   | Klitterne            |
| 1998  | Fredericia HK 90  | Horsens HK        | Team Esbjerg         |
| 1999  | Horsens HK        | Holbæk HK         | Vrold-Skanderborg HK |
| 2000  | Horsens HK        | Holbæk HK         | Horne KFUM           |
| 2001  | Holbæk HK         | Fredericia HK90   | Horne KFUM           |
| 2002  | Holbæk HK         | Slagelse FH       | Helsingør IF         |
| 2003  | Holbæk HK         | FCK Håndbold      | Bjerringbro FH       |
| 2004  | FOX Team Nord     | Odense Håndbold   | Holbæk HK            |
| 2005  | Frederikshavn FOX | Odense Håndbold   | DHG                  |
| 2006  | BK Ydun           | Bjerringbro FH    | Odense HF            |
| 2007  | Frederikshavn FOX | Bjerringbro FH    | Roskilde Håndbold    |
| 2008  | KIF Vejen         | Roar Roskilde     | Bjerringbro FH       |
| 2009  | Horne KFUM        | Roskilde Håndbold | BK Ydun              |
| 2010  | Aalborg DH        | BK Ydun           | KIF Vejen            |
| 2011  | BK Ydun           | Slagelse FH       | Bjerringbro FH       |